# Diargyria argyrogramma
Diargyria argyrogramma is een vlinder uit de familie uilen (Noctuidae). De wetenschappelijke naam van deze soort is voor het eerst geldig gepubliceerd in 2005 door Krüger.
De soort komt voor in tropisch Afrika.